# Liste der Biografien/Yat
Liste der Biografien |
Portal Biografien |
Personensuche
# |
A |
B |
C |
D |
E |
F |
G |
H |
I |
J |
K |
L |
M |
N |
O |
P |
Q |
R |
S |
T |
U |
V |
W |
X |
Y |
Z |
?
 
Ya |
Yb |
Yc |
Yd |
Ye |
Yf |
Yg |
Yh |
Yi |
Yk |
Yl |
Ym |
Yn |
Yo |
Yp |
Yr |
Ys |
Yt |
Yu |
Yv |
Yw |
Yx |
Yz
 
Yaa |
Yab |
Yac |
Yad |
Yae |
Yaf |
Yag |
Yah |
Yai |
Yaj |
Yak |
Yal |
Yam |
Yan |
Yao |
Yap |
Yaq |
Yar |
Yas |
Yat |
Yau |
Yav |
Yaw |
Yax |
Yay |
Yaz
Die Liste der Biografien führt alle Personen auf, die in der deutschsprachigen Wikipedia einen Artikel haben. Dieses ist eine Teilliste mit 77 Einträgen von Personen, deren Namen mit den Buchstaben „Yat“ beginnt.

## Yat
- Yat Siu (* 1973), Unternehmer und Angel Investor in Hongkong

### Yata
- Yatabaré, Mustapha (* 1986), malisch-französischer Fußballspieler
- Yatabaré, Sambou (* 1989), malischer Fußballspieler
- Yatabe, Ryōkichi (1851–1899), japanischer Botaniker
- Yatagai, Sōki (* 1998), japanischer Fußballspieler

### Yate
- Yateke, Sterling (* 1999), zentralafrikanischer Fußballspieler
- Yater-Wallace, Torin (* 1995), US-amerikanischer Freestyle-Skisportler
- Yates, Abraham († 1796), US-amerikanischer Jurist und Politiker
- Yates, Adam (* 1992), britischer RadrennfahrerAdam Yates (* 1992)

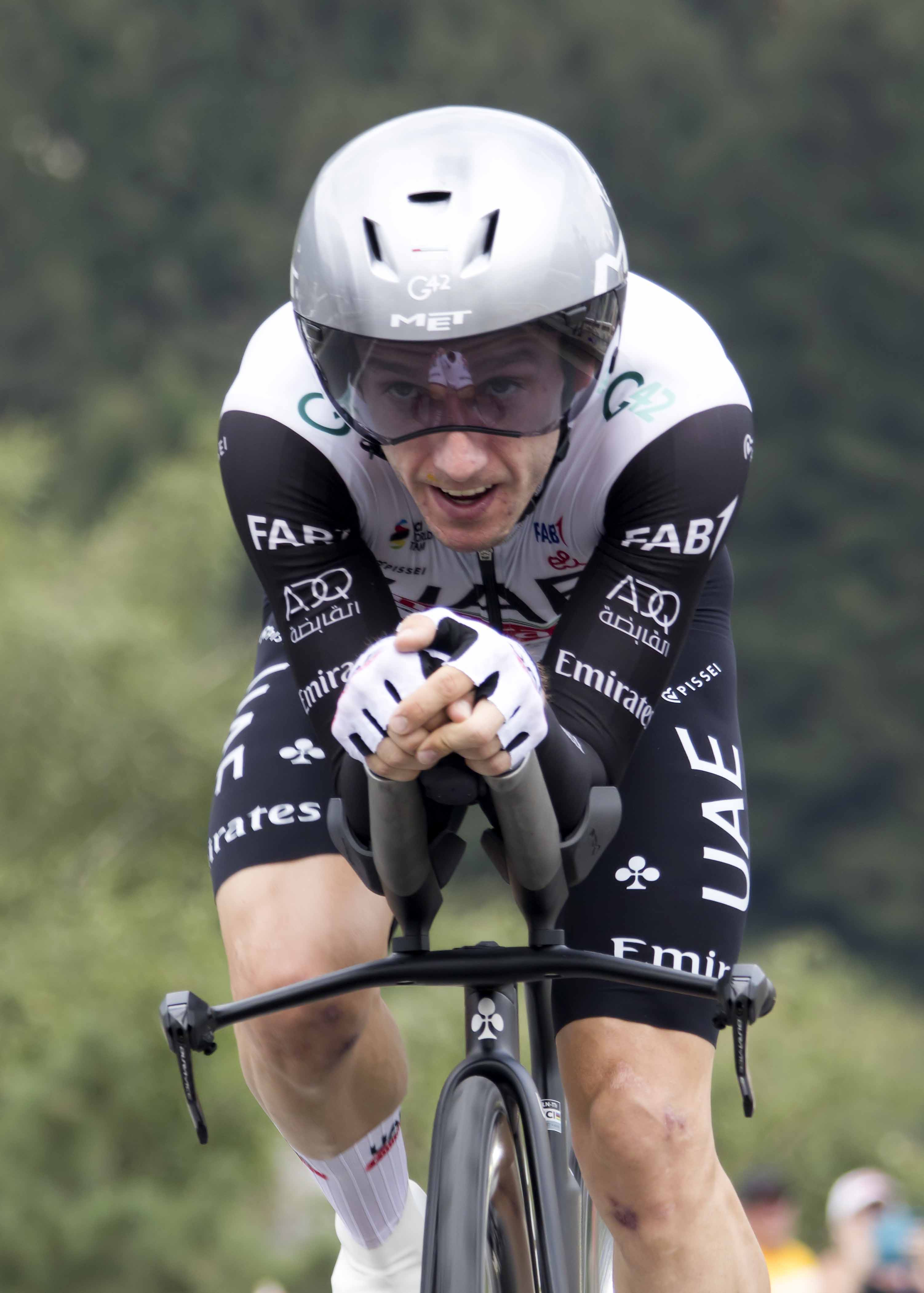
Adam Yates (* 1992)

- Yates, Archie (* 2009), britischer Kinderdarsteller
- Yates, Cassie (* 1951), US-amerikanische Schauspielerin
- Yates, Cecil (1912–1987), US-amerikanischer Bahnradsportler
- Yates, Daron (* 1987), deutscher Schauspieler
- Yates, David (* 1963), britischer Regisseur und Drehbuchautor
- Yates, David Peel (1911–1978), britischer Offizier und Generalleutnant des Heeres
- Yates, Derek (* 1983), US-amerikanischer Schauspieler und ein Model
- Yates, Dorian (* 1962), britischer BodybuilderDorian Yates (* 1962)

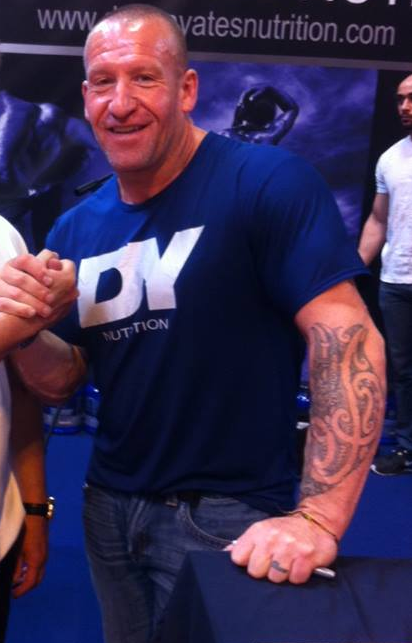
Dorian Yates (* 1962)

- Yates, Elizabeth († 1918), Suffragette und erste neuseeländische Bürgermeisterin
- Yates, Frances A. (1899–1981), englische Historikerin und Autorin
- Yates, Francesco (* 1995), kanadischer Sänger
- Yates, Frank (1902–1994), britischer Statistiker
- Yates, Fred Dewhirst (1884–1932), englischer Schachspieler
- Yates, Grant (* 1984), südafrikanischer Eishockeyspieler
- Yates, Harry D. (1903–1996), US-amerikanischer Offizier, Bankier und Politiker
- Yates, Herbert (1880–1966), US-amerikanischer Geschäftsmann und Filmproduzent
- Yates, Howard (1913–1989), australischer Sprinter
- Yates, Ivan (* 1959), irischer Politiker (Fine Gael)
- Yates, James (1789–1871), englischer Pfarrer, Altertumsforscher und Amateurbotaniker
- Yates, Janty (* 1950), britische Kostümbildnerin
- Yates, Jeremy (* 1982), neuseeländischer Radrennfahrer
- Yates, Jerry (* 1996), englischer Fußballspieler
- Yates, John (1925–2008), britischer anglikanischer Theologe und Bischof von Gloucester
- Yates, John B. (1784–1836), US-amerikanischer Jurist und Politiker
- Yates, John T. (1935–2015), US-amerikanischer Chemiker
- Yates, John Van Ness (1779–1839), US-amerikanischer Jurist und Politiker
- Yates, José (* 1972), chilenischer Fußballspieler
- Yates, Joseph C. (1768–1837), US-amerikanischer Politiker
- Yates, Josephine Silone (1859–1912), US-amerikanische Chemikerin und Hochschullehrerin
- Yates, Mary Ann (1728–1787), englische Schauspielerin und Tänzerin
- Yates, Matthew (* 1969), britischer Mittelstreckenläufer
- Yates, Nick (* 1962), englischer Badmintonspieler
- Yates, Paula (1959–2000), britische Fernsehmoderatorin
- Yates, Peter (1929–2011), britischer Filmregisseur
- Yates, Peter W. (1747–1826), US-amerikanischer Politiker
- Yates, Reggie (* 1983), britischer Filmschauspieler, Moderator, Radiosprecher und Discjockey
- Yates, Renate (* 1933), österreichisch-australische Schriftstellerin
- Yates, Richard (1926–1992), amerikanischer Schriftsteller und Essayist
- Yates, Richard (* 1986), britischer Hürdenläufer
- Yates, Richard junior (1860–1936), US-amerikanischer Politiker
- Yates, Richard senior (1818–1873), US-amerikanischer Politiker
- Yates, Robert (1738–1801), amerikanischer Jurist und Politiker
- Yates, Robert (* 1952), US-amerikanischer Serienmörder
- Yates, Ronald W. (* 1938), US-amerikanischer General
- Yates, Rose Lamartine (1875–1954), britische Politikerin, Sozialaktivistin und Suffragette
- Yates, Ross (* 1959), kanadischer Eishockeyspieler und -trainer
- Yates, Ryan (* 1997), englischer Fußballspieler
- Yates, Sally (* 1960), US-amerikanische Regierungsbeamtin und Politikerin
- Yates, Sean (* 1960), britischer Radrennfahrer und Sportlicher Leiter
- Yates, Sidney R. (1909–2000), US-amerikanischer Politiker
- Yates, Simon (* 1963), britischer Bergsteiger
- Yates, Simon (* 1992), britischer RadrennfahrerSimon Yates (* 1992)

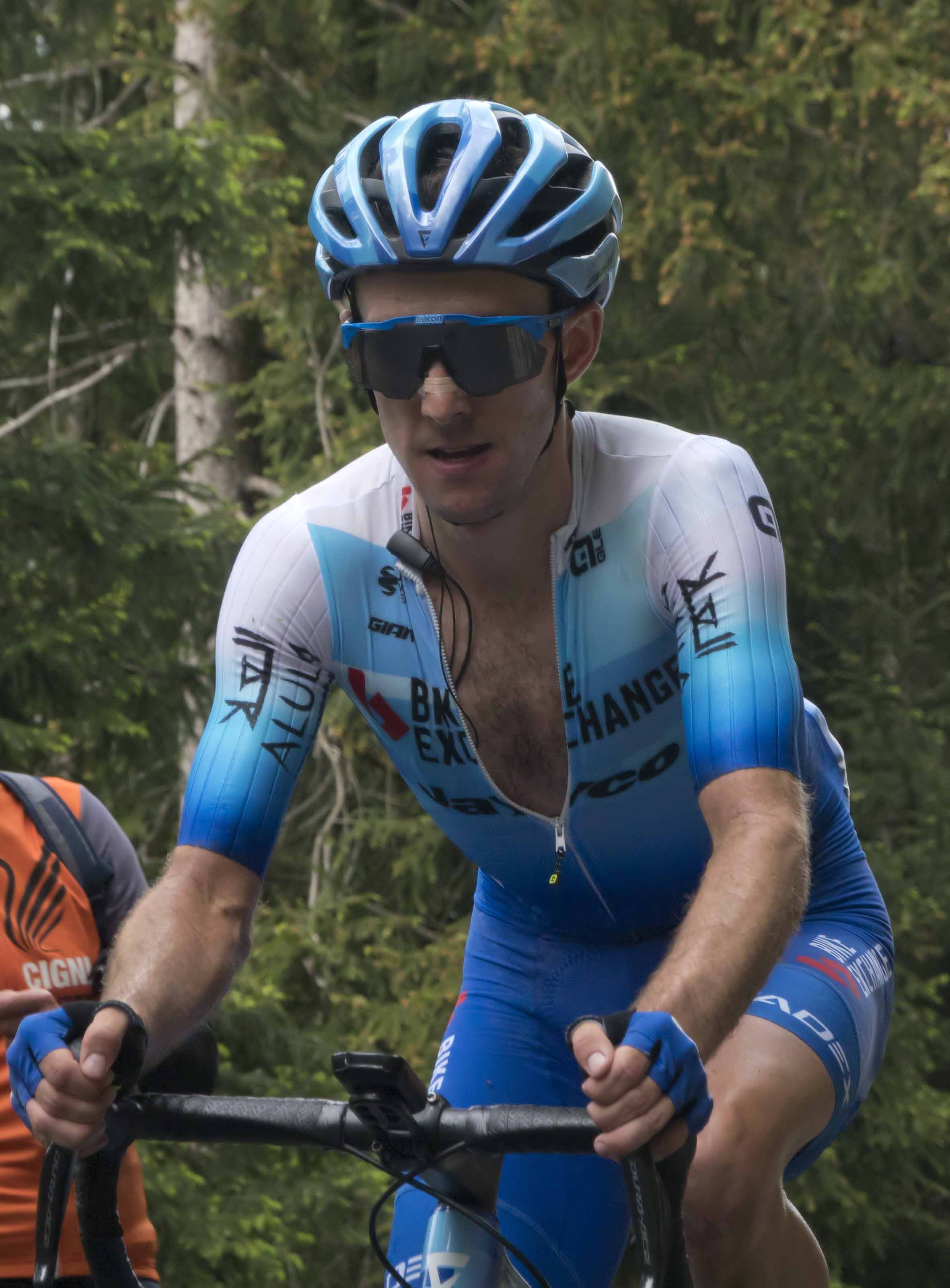
Simon Yates (* 1992)

- Yates, W. Edgar (1938–2021), britischer Literatur- und Theaterforscher mit Schwerpunkt Österreich
- Yates, William (1880–1967), britischer Geher
- Yates-Smith, Adrian (1945–2005), britischer Autorennfahrer

### Yath
- Yathotou, Pany (* 1951), laotische Politikerin

### Yati
- Yatim, Michel (1920–2006), syrischer Erzbischof

### Yato
- Yator, Bellor Minigwo (* 1984), kenianischer Marathonläufer
- Yator, Jacob Kiplagat (* 1982), kenianischer Marathonläufer
- Yator, Richard (* 1998), kenianischer Langstreckenläufer
- Yator, Vincent Kipsegechi (* 1989), kenianischer Langstreckenläufer

### Yatr
- Yatra, Sebastián (* 1994), kolumbianischer Sänger und SongwriterSebastián Yatra (* 1994)

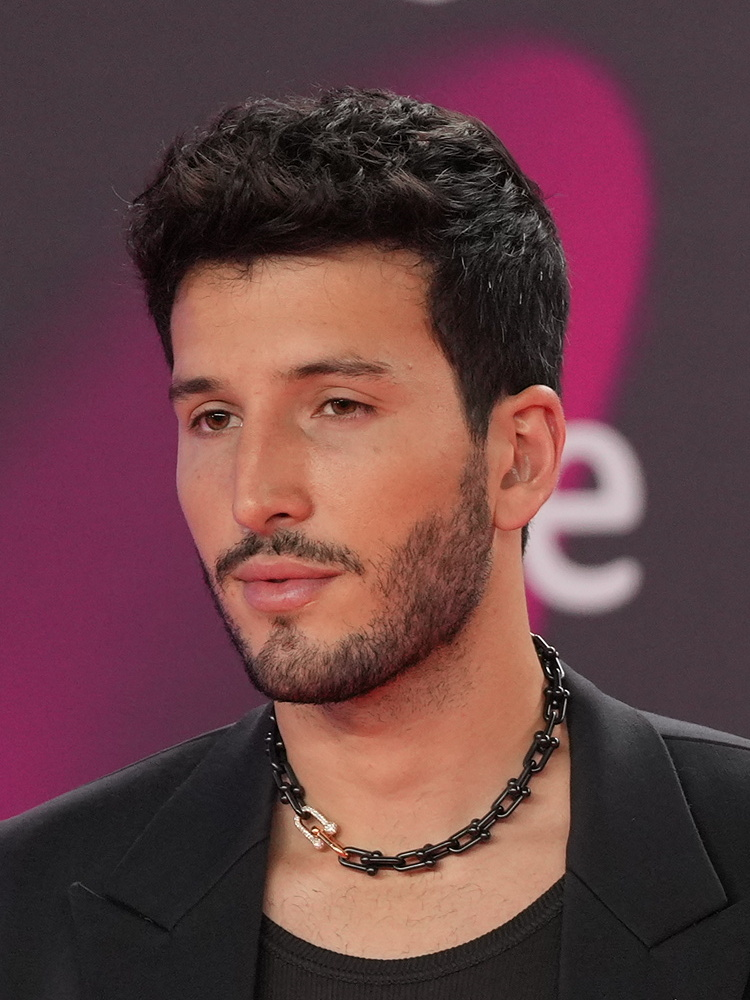
Sebastián Yatra (* 1994)

- Yatromanolakis, Dimitrios, griechischer Gräzist
- Yatron, Gus (1927–2003), US-amerikanischer Politiker

### Yats
- Yatsuda, Kōsuke (* 1982), japanischer Fußballspieler
- Yatsuzuka, Toshirō (* 1991), japanischer Fußballspieler

### Yatt
- Yattara, Ibrahima (* 1980), guineischer Fußballspieler

### Yaty
- Yatyoe, Yui (* 1978), thailändischer Luk-Thung-Sänger in Thailand